# 月夜野バイパス

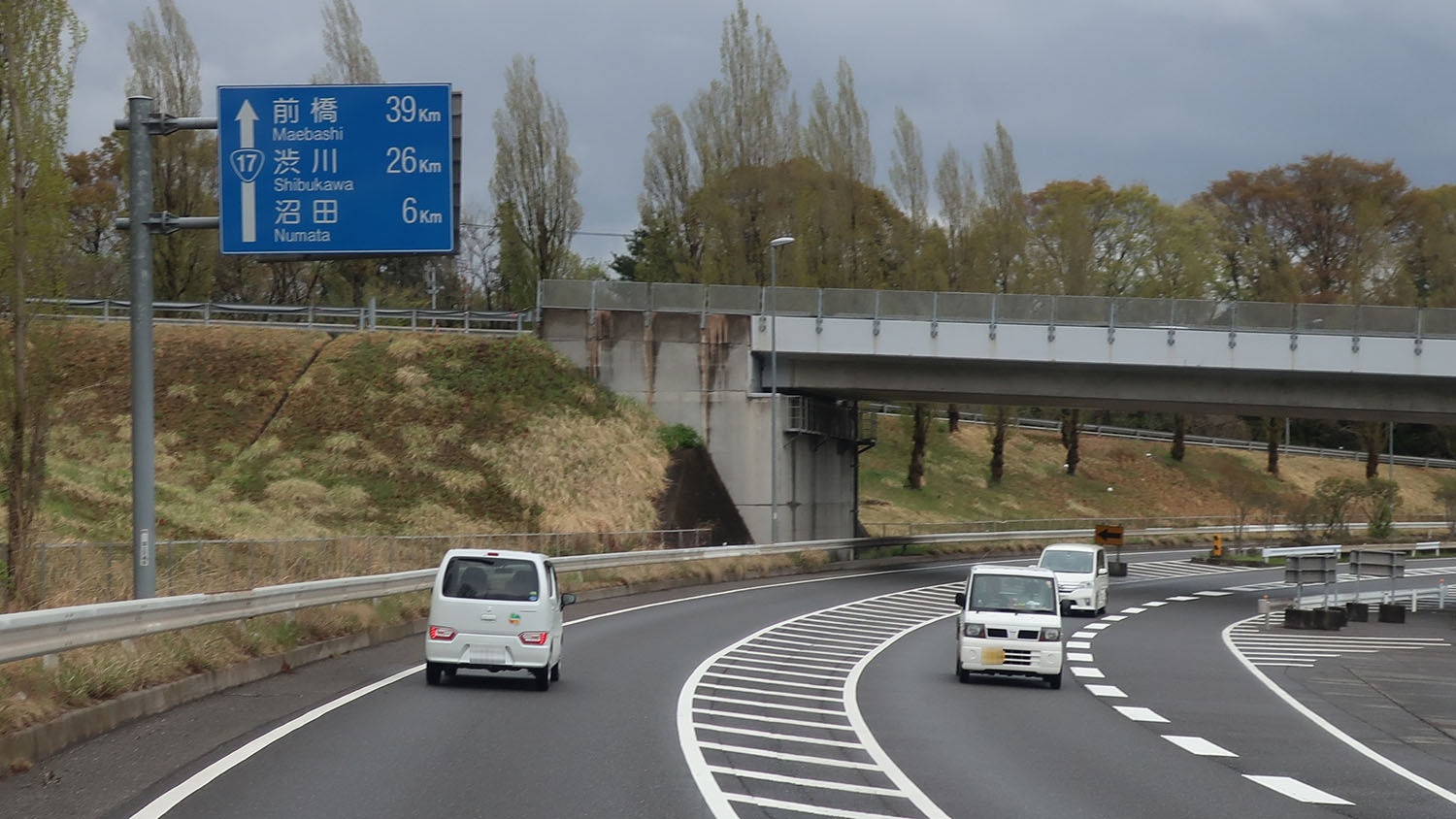
月夜野バイパス
群馬県利根郡みなかみ町真庭

月夜野バイパス（つきよのバイパス）は、群馬県沼田市から利根郡みなかみ町を通る国道17号のバイパスである。一部区間は国道291号の重複区間となっている。

## 概要
月夜野町中心部における交通混雑緩和と、関越自動車道月夜野ICへのアクセス道路となることを目的に建設された。利根川や赤谷川を渡り、発達した河岸段丘の台地上に形成されたV字谷を通過することから橋梁が多く、ハイピアなものも多い。
旧道は月夜野橋東詰の後閑交差点を境に、起点から同交差点が群馬県道61号沼田水上線、同交差点から終点が群馬県道273号後閑羽場線となった。
後に起点から約250m先の地点に政所河原交差点を設けて沼田バイパスを接続し、下川田町交差点-戸鹿野町交差点-政所河原交差点は国道17号の指定を解除された。それに伴い、下川田町交差点 - 戸鹿野町交差点間が国道120号に（国道291号重複）、戸鹿野町交差点 - 井土上町交差点 - 政所河原交差点間が国道291号の単独区間に変更され、月夜野バイパスにおける国道17号と国道291号の重複区間は、政所河原交差点 - 上津大原交差点間に短縮された。

### 路線データ
- 起点：群馬県沼田市井土上町字内川原（井土上町交差点）
- 終点：群馬県利根郡新治村[注釈 1]字羽場（押出交差点）
- 延長 : 5.6 km
- 規格 : 第3種第2級
- 設計速度 : 60 km/h
- 幅員
  - 総幅員 : 10.000 m（暫定）、20.000 m（完成）
  - 車線幅員 : 3.500 m
  - 歩道 : 2.000 m
- 車線数 : 暫定2車線
- 最小曲率半径 : 150 m
- 最急縦断勾配 : 6.0 %
- 横断勾配 : 2.0 %

## 歴史
- 1972年度（昭和47年度） : 調査開始[1]。
- 1973年度（昭和48年）4月 : ルート決定[1]。
- 1979年度（昭和54年度） : 用地・工事着手[1][2]。
- 1985年（昭和60年）9月30日 : 全線暫定2車線で開通[2]。
- 1985年（昭和60年）10月2日 : 関越自動車道が全線開通し、月夜野インターチェンジ供用開始[4]。
- 1999年（平成11年）12月3日 : 沼田バイパスが全線暫定2車線で開通し、起点側で接続[5]

## 路線状況

### 橋梁
橋梁は利根川を渡り、2橋からなる月夜野大橋など6橋からなり、橋梁延長は1.3 kmに及ぶ。
- 月夜野大橋
利根川を渡る橋長431.9 mの月夜野大橋とそれに連続する橋長150.0 mの小川島橋からなる。月夜野大橋はP&Z工法を採用し、土木学会田中賞受賞橋梁である。
湯舟橋
橋長105.0 m、幅員21.8 mのPC2径間連続箱桁Tラーメン橋（支間割2×52.000 m）。ディビダーク工法によって鹿島建設により建設された[6]。基礎工は直接基礎2基、ケーソン基礎1基[3]。本橋は縦断勾配が2.65 - 6 %であり、曲率半径230 mの平面曲線が入る。縦断勾配6 %区間の終点に位置することから暫定供用時に登坂車線として活用すべく上下一体構造の幅員21.8 m、変断面2箱構造が採用された[1]。
名胡桃橋
橋長195.2 mの鋼3径間連続上路トラス橋（支間割58.2 m + 77.6 m + 58.2 m）。下部工は直接基礎2基、深礎杭基礎2基[3]。曲率半径1000 mの円曲線が入る[1]。
三後沢橋
PC箱桁Tラーメン橋[1][3]。
赤谷川大橋
赤谷川を渡る橋長323.0 mの鋼3径間連続箱桁橋2連（支間割3×60.5 mおよび3×46.5 m）。下部工は直接基礎4基、ケーソン基礎2基、深礎杭基礎1基[3]。

## 地理

### 通過する自治体
- 群馬県
  - 沼田市 - 利根郡みなかみ町

### 交差する道路
| 交差する道路                            | 交差する道路                           | 交差する場所 | 交差する場所   | 国道番号   | 国道番号  |
| 交差する道路                            | 交差する道路                           | 交差する場所 | 交差する場所   | 優先(標識) | 重複      |
| --------------------------------------- | -------------------------------------- | ------------ | -------------- | ---------- | --------- |
| 群馬県道61号沼田水上線                  | （進行方向）                           | 沼田市       | 井土上町交差点 |            |           |
| （進行方向）                            | 国道17号沼田バイパス（前橋・渋川方面） | みなかみ町   | 政所河原交差点 | 国道17号   | 国道291号 |
| 関越自動車道月夜野インターチェンジ      | 関越自動車道月夜野インターチェンジ     | みなかみ町   | 真庭           | 国道17号   | 国道291号 |
| 国道291号（みなかみ町水上・谷川岳方面） | 群馬県道273号後閑羽場線                | みなかみ町   | 押出交差点     | 国道17号   |           |
| 群馬県道253号小日向沼田線               |                                        | みなかみ町   | 上津大原交差点 | 国道17号   |           |
| 国道17号（南魚沼・猿ヶ京方面）          |                                        |              |                |            |           |

## 接続するバイパスの位置関係
（前橋・東京方面）沼田バイパス - 月夜野バイパス （長岡・新潟方面）